# Saison 2020-2021 de l'ESTAC Troyes
Maillots
Dernière mise à jour : 25 novembre 2017.
Chronologie
Saison précédente Saison suivante
La saison 2020-2021 de l'ESTAC Troyes, club de football français, voit le club évoluer en Ligue 2.
Il s'agit de la 3e saison en Ligue 2 après une saison 2019-2020 qui a vu le club finir 4e de Ligue 2 et finir au pied du podium.
Il voit aussi le club changer d'ère avec la vente du club par Daniel Masoni aux investisseurs City Football Group. Le nouveau président se nomme Simon Cliff.
L'entraîneur, Laurent Batlles entame sa deuxième saison à l'ESTAC.

## Avant-saison

### Transferts

#### Mercato d'été
mise à jour: 10 septembre 2018
| Type | Poste | Nom | Âge | Nat. | Transfert | Durée | Indemnité | Date | Provenance/Destination |
| Type | Poste | Nom | Âge | Nat. | Transfert | Durée | Indemnité | Date | Provenance/Destination |
| ---- | ----- | --- | --- | ---- | --------- | ----- | --------- | ---- | ---------------------- |

Âge = âge au moment du transfert; Nat. = nationalité; Date = date ou période du transfert ( = mercato d'été;  = mercato d'hiver)
ArrivéeDépart

## Effectif professionnel
Le tableau suivant dresse la liste des joueurs faisant partie de l'effectif troyen pour la saison 2020-2021.

## Compétitions

### Ligue 2

#### Classement
| Rang | Équipe               | Pts | J  | G  | N  | P | Bp | Bc | Diff | Promotion, qualification ou relégation  |
| ---- | -------------------- | --- | -- | -- | -- | - | -- | -- | ---- | --------------------------------------- |
| 1    | ESTAC Troyes (C, P)  | 77  | 38 | 23 | 8  | 7 | 60 | 36 | +24  | Promotion en Ligue 1                    |
| 2    | Clermont Foot 63 (P) | 72  | 38 | 21 | 9  | 8 | 61 | 25 | +36  | Promotion en Ligue 1                    |
| 3    | Toulouse FC R        | 70  | 38 | 20 | 10 | 8 | 71 | 42 | +29  | Participation aux barrages de promotion |
| 4    | Grenoble Foot 38     | 65  | 38 | 18 | 11 | 9 | 51 | 35 | +16  | Participation aux barrages de promotion |
| 5    | Paris FC             | 64  | 38 | 17 | 13 | 8 | 53 | 37 | +16  | Participation aux barrages de promotion |

### Coupe de France

#### Autres
1. ↑  Seule la nationalité sportive est indiquée. Un joueur peut avoir plusieurs nationalités mais n'a le droit de jouer que pour une seule sélection nationale.
2. ↑  Seule la sélection la plus importante est indiquée.